# Charles Sanders Peirce
Charles Sanders Peirce [pɜrs], ameriški matematik, filozof, logik, semiotik, statistik, fizik, astronom, kemik * 10. september 1839, Cambridge, Massachusetts, ZDA, † 19. april 1914, Milford, Pennsylvania, ZDA.
Velja za enega najpomembnejših ameriških filozofov in logikov, čeprav je kariero začel kot znanstvenik (kemik). V filozofiji velja za utemeljitelja šole  pragmatizma, ki ga je sam svojo filozofijo kasneje, da bi se distanciral od svojih posnemovalcev, poimenoval s pojmom pragmaticizem. Velja tudi za enega pomembnejših utemeljiteljev semiotike.
Enciklopedija Britannica navaja, da velja C. S. Peirce za »najizvirnejši in najbolj vsestranski razum, kar jih je Amerika kdaj imela.«

## Življenje
Charles Sanders Peirce se je rodil 10. septembra 1839 v Cambridgeu v zvezni državi Massachusetts, ZDA. Njegov oče Benjamin Peirce je bil uveljavljen matematik na Harvardu in eden od ustanoviteljev Nacionalne geodetske družbe in Inštituta Smithsonian. Že star 12 let je skupaj s starejšim bratom prebral Elementi logike angleškega logika Richarda Whatelyja.
Na Univerzo Harvard se je vpisal, ko je imel šestnajst let. Na Harvardu se je spoprijateljil z doživljenskimi prijatelji: Francisom Ellingwoodom Abbotom, Chaunceyjem Wrightom in Williamom Jamesom. S svojim prijateljem začel raziskovati filozofijo v splošnem, najprej z Schillerjevim delom "O estetski vzgoji človeka", nadaljevala pa sta s Kantovim delom "Kritika čistega uma". Nad Kantom se je tako navdušil, da je svoje življenje posvetil raziskovanju logike.
Charles S. Peirce je diplomiral (B.A.) na Harvardu leta 1859, magistriral (M.A.) leta 1963 in leto kasneje diplomiral še iz kemije (B.Sc.).  Na Harvardu ni mogel nadaljevati akademske kariere, saj se je huje sprl z rektorjem Charlesom Williamom Eliotom, ki je vodil univerzo v Peirceovih najbolj ustvarjalnih letih (1869–1909) in mu vztrajno onemogočal zaposlitev na univerzi. Peirce je od najstniških let trpel z vnetjem trovejnega obraznega živca s ponavlajajočimi izbruhi bolečine v obraznem predelu. Omenjeno bolezensko stanje je močno poslabšalo njegov temparament. 
Od leta 1859 do 1891 je bil zaposlen pri Nacionalni geodetski družbi, kjer je izvajal geodetske meritve in analize. Službo mu je omogočil oče. S tem delom je preživljal sebe in svojo prvo ženo Melusino (Zino) Fay, poleg tega pa je večino svojega razmišljanja usmeril v abstraktno logiko. Kljub temu so geodetske preiskave zahtevale natančna merjenja intenzitete zemeljskega gravitacijskega polja, s pomočjo nihal, ki jih je največkrat oblikoval sam. Ta praktična vključenost v fizikalno znanost je bila ključna pri njegovem spoznanju, ki zavrača znanstveni determinizem. Na prvem obisku v Evropi leta 1871, ko ga je Geodetska družba službeno poslala opazovat tamkajšnji sončev mrk se je spoznal z angleškimi matematiki in logiki Augustosom De Morganom, Williamom S. Jevonsom in Williamom K. Cliffordom. Od leta 1869 do 1872 je bil asistent na harvardskem astronomskem observatoriju, kar je edina zaposlitev, ki jo je imel na Harvardu. Na podlagi svetlosti zvezd je poskušal določiti obliko naše Galaksije. 1877 je bil izvoljen za člana Nacionalne akademije znanosti ZDA. Istega leta je predlagal definicijo metra glede na valovno dolžino svetlobe ob določeni frekvenci. Gre za definicijo, ki je bila v rabi med letoma 1960 in 1983.
Od leta 1879 do 1884 je Charles S. Peirce poučeval logiko na zasebni Univerzi Johna Hopkinsa. Filozofijo sta na tej univerzi takrat poučevala Josiah Royce in John Dewey, psihologijo G. Stanley Hall in Joseph Jastrow ter matematiko James Joseph Sylvester, ki je cenil Peirceove matematične in logične sposobnosti. To službo je Peirce čez noč izgubil, viri navajajo, da je bilo to povezano zaradi bigamističnega škandala. Prva žena Zna Fay je Peircea zapustila leta 1875, naslednja leta pa se postopoma zaljubil in začel živeti s svojo intimno prijateljico in bodočo drugo ženo Juliette Annette Froissy, ne da bi se ločil od prve žene Zine. Ko se je razvedelo o njegovi bigamiji, je to postalo škandal: naslednja leta je poskušal nadaljevati akademsko kariero, vendar so  ga povsod zavrnili. Od prve žene se je ločil še leta 1882, z Juliette pa poročil naslednje leto.   
Medtem ko se je ukvarjal z logiko in znanostjo, je pogosto trpela služba pri Geodetski družbi, kjer so ga začuda še imeli zaposlenega. V tem času je pisal številne članke, njegovo pozornost pa je pritegnila še filozofija. Izostajanje geodetskih službenih poročil ga je leta 1891 prisililo, da je pustil službo. 
Peirce je v poznih letih živel na robu revščine in v socialni izolaciji. Leta 1881 mu je umrl oče in je podedoval večje premoženje, ki ga je leta 1887 porabil na nakup večje posesti Milfordu, Pennsylvaniji. Ta investicija se mu nikoli ni povrnila. Toliko se je zadolžil, da si ni mogel več privoščiti kurjave za zimo in je od peka po minimalni ceni kupoval star kruh. Veliko je pisal, le malo objavil, pa še to za minimalno plačilo. Objavil je nekaj člankov po enciklopedijah, nekaj prevodov za Smithsonian, poskusil se je tudi v izumiteljstvu, kjer pa ni dosegel večjega preboja. In pisal je na zadnje, prazne strani že napisanih člankov. Začel in nikoli končal je številne knjige. Nekaj časa se je pred izterjevalci skrival v New Yorku. Dolgove so mu naposled poplačali njegovi prijatelji, brat James in pa dobri sosedje, ki so se zorganizirali. Majhno tolažbo mu je bila pogodbena služba v komisiji ameriške kovnice denarja United States Mint, kjer je ponovno prišlo v osprednje njegovo poznavanje kemije.
Od 90-ih let naprej ga je po vezah z njegovimi prijatelji in bivšimi sodelavci začela postoma odkrivati stroka v filozofiji in psihologiji. V takrat gonilnemu ameriškemu filozofskemu zborniku The Monist je bilo objavljenih 14 njegovih prispevkov. Veliko gesel je prispeval za uredniški projekt ameriškega filozofa in psihologa Jamesa Marka Baldwina Slovar filozofije in psihologije, ki je izhajal v letih 1901-5. Še več gesel je prispevala njegova bivša študentka in prijateljica Christine Ladd-Franklin, Peirce pa jih je nato preveril.
Najboljši prijatelj, ki mu je kljub vsem težavam vseskoz stal ob strani, je bil William James, ki je zanj zbiral denarno pomoč. Dvakrat mu je tudi omogočil, da je predaval na Harvardu kot gostujoči profesor (1898 in 1903).
Peirce je umrl reven 19. aprila 1914 na svoji posesti v Milfordu, žena Juliette ga je preživela za dvajset let. Otrok ni imel.

## Delo
Charles S. Peirce je svoja dela pisal od leta 1857 do svoje smrti, torej okrog 57 let. Njegova objavljena dela obsegajo približno 12.000 natisnjenih strani, poleg tega je znano, da obstaja še okoli 80.000 strani njegovega rokopisa. Pisal je dela navezujoča na matematiko, fiziko in ostale znanstvene vede ter ekonomijo, filozofijo in ostale družbene vede. 
Pri pisanju svojih del se je zgledoval po bližnjem prijatelju Williamu Jamesu.

### Matematika
Svoj vpliv v matematiki je Peirce pustil na logičnem področju. Znan je po Piercovi puščici ↓, znaku za NITI-NITI operator, ki je resničen natanko takrat, kadar sta obe vrednosti neresnični. V zapis s tem operatorjem je mogoče pretvoriti ostale logične operacije: konjunkcijo, negacijo, disjunkcijo in implikacijo. 
Leta 1860 je predlagal aritmetiko kardinalnih števil pri operiranju z matematično neskončnostjo. Leta 1885 je izdal delo, v katerem je razlikoval med izračunom prvega in drugega reda logične kvantifikacije. Leta 1886 je predvideval, da bi se lahko Boolovo algebro izvajalo preko električnih stikal. Zamisel je kasneje ponovno aktualiziral ameriški matematik in elektroinženir Claude Shannon. V poznih 1890-ih je tudi grafično oblikoval zapise logičnih operacij za predikatni izračun. Peirce je vedel za dela nemškega logika Gottloba Fregeja, ki je oral ledino v predikatni logiki.
Matematiko je razdelil na tri podpodročja, in sicer na matematično logiko, diskretno matematiko ter psevdokontinuum/kontiniuum (kontinuum). Matematiko je tesno vezal na logiko. Verjel je, da je bil njegov najpomembnejši doprinos k logiki metoda grafične ponazoritve logičnih odnosov. Te grafe je imenoval eksistencialni grafi. Pomembnost teh grafov pa ni bila razvidna dokler se ni razvila računalniška ponazoritev grafičnega sklepanja. 
Strinjal se je z Augustom Comtejem o pomembnosti matematike kot osnovnejše znanosti od filozofije.

#### Kontinuum
Z matematičnega vidika je dolgo delal na matematiki kontinuuma. Dolgo je bil prepričan, da realna števila tvorijo psevdokontinuum in da pravi kontinuum presega in ima prostor za katerokoli naravno število. Leta 1908 pa je to zamisel opustil in zatrdil, da v kontinuumu mogoče vseeno primanjkuje prostora.

#### Verjetnost in statistika
Peirce je trdil, da znanost dosega statistične verjetnosti in ne gotovosti ter da spontanost obstaja.
Večina njegovih statističnih spisov spodbuja frekvenčno razlago verjetnosti in mnogi izmed teh spisov izražajo dvom verjetnosti, kadar takšni modeli ne temeljijo na objektivni razdelitvi po naključnem izboru. 
Raziskoval je verjetnostne sodbe raziskovanih osebkov in oceno subjektivne verjetnosti v eksperimentalni psihologiji.
Prav tako velja za enega od začetnikov statistike, ki je uvedel izraz »verjetnost«.

#### Dela
Peircovi pomembnejši članki:
- Mathematical logic and foundations, some noted articles On an Improvement in Boole's Calculus of Logic, 1867
- Description of a Notation for the Logic of Relatives, 1870
- On the Algebra of Logic, 1880
- A Boolean Algebra with One Constant, 1880
- On the Logic of Number, 1881
- Note B: The Logic of Relatives, 1883
- On the Algebra of Logic: A Contribution to the Philosophy of Notation, 1884/1885
- The Logic of Relatives, 1897
- The Simplest Mathematics, 1902
- Prolegomena To an Apology For Pragmaticism, 1906

### Filozofija
Peirce je imel do filozofije znanstven pristop. V eseju z naslovom "Kako narediti naše ideje jasne" (How to Make Our Ideas Clear, 1878) je predlagal doktrino pragmatizma, po kateri naj se pojmi razumejo glede na njihov praktični pomen. Do samega pojma 'pragmatizem' se je distanciral in svojo filozofijo raje opredelil kot 'pragmaticizem'.
Ustvaril je nov seznam kategorij, ki je Kantovi shemi, vendar zmanjšana z 12 na 3: kakovost, odziv, prikaz. V kasnejših spisih jih je včasih poimenoval kakovost, odziv in posredovanje. Poimenoval jih je pojmi. V enakem vrstnem redu se pojavljajo pri njegovi delitvi modalilete: možnost, dejstvo, nujnost; pri njegovi delitvi znakov na ikone, indekse in simbole; pri delitvi simbolov na pojme, trditve in argumente ter navse zadnje pri delitvi argumentov na abdukcijo, indukcijo in dedukcijo. Tako torej njegova filozofija vsebuje prodorni tri-kategorični sistem, prepričanje, da je resnica nespremenljiva in je tako neodvisna od dejanskega mnenja in radikalnega skepticizma. 

#### Pragmatizem
Peirce je prve ideje pragmatizma prvič predstavil v zbirki esejev z naslovom "Illustrations of the Logic of Science" (1877-1878). Vendar takrat, ko je bila zbirka izdana, le-ta ni vzbudila preveliko pozornosti. Tako se je pragmatizem kot filozofsko gibanje začelo šele leta 1898, ko je njegov prijatelj William James ponovno formuliral Peircove ideje v bolj literarnem in dinamičnem jeziku.
Teorija prepričanja: kot tudi drugi pragmatisti je želel povezati misel z odzivom. Verjel je, da bi naše misli morale proizvesti takšno prepričanje, da bi se zaradi le-teh potem odzvali samozavestno. Kadar smo v dilemi, namreč odlašamo z odzivom. Dilema nas prisili, da stvari preiščemo, dokler si ne ustvarimo pravilnega prepričanja. Če pa nam z nadaljnjo preiskavo ne uspe razbliniti naših dvomov, pa se moramo oprijeti prepričanja, ki je najbolj verjetno.
Pragmatična misel izhaja iz teze, da smo ljudje zmotljivi in naš napredek temelji na odkrivanju in odpravljanju napak. 
Jedro pragmatizma je odkrivanje učinkov ali posledic pojmov, idej, dejanj. Pragmatisti predpostavljajo, da je družbene in spoznavne probleme mogoče učinkovito reševati z uporabo raziskovalnih metod, razvitih v moderni znanosti, ki temeljijo na poizkušanju. 

##### Dela
Nekaj prepoznavnejših člankov in predavanj
- Illustrations of the Logic of Science, 1877–78: inquiry, pragmatism, statistics, inference
- The Fixation of Belief, 1877
- How to Make Our Ideas Clear, 1878
- The Doctrine of Chances, 1878
- The Probability of Induction, 1878
- The Order of Nature, 1878
- Deduction, Induction, and Hypothesis, 1878
- The Harvard lectures on pragmatism, 1903
- What Pragmatism Is, 1905
- Issues of Pragmaticism, 1905
- Pragmatism, 1907

#### Metafizika
Peirce je metafiziko razdelil na ontologijo oz. splošno metafiziko, psihično oz. versko metafiziko in fizično metafiziko.
Fizična metafizika: zastopal je stališče objektivnega idealizma. 

#### Filozofska logika
Peirce je obravnaval logiko kot del filozofije, kot normativno znanost, ki temelji na estetiki in etiki, kot bolj osnovno od metafizike in kot umetnost razvijanja metode raziskovanja. 
Trdil je, da je logika formalno semiotična, formalna študija znakov v najširšem smislu, ne le znakov, ki so umetni, jezikovno ali simbolno, ampak tudi znakov, ki so vidni ali se kažejo kot reakcije.

##### Dela
- The Journal of Speculative Philosophy series, 1868–69, ki vključuje

1. Questions concerning certain Faculties claimed for Man, 1868
2. Some Consequences of Four Incapacities, 1868
3. Grounds of Validity of the Laws of Logic: Further Consequences of Four Incapacities, 1869

##### Semiotika
C. S. Peirce velja za pomembnejšega med utemeljitelji teorije znakov, znane pod imenom semiotika. S semiotiko se je ukvarjal od leta 1867, zadnje predelave teorije pa je naredil okoli leta 1910. Izhodišča za splošno teorijo znakov je našel v Aristotelovih spisih, pričevanjih o stoiški teoriji znaka, delih Avguština, Rogerja Bacona idr. Filozofski okvir zanjo pa je našel v sholastični metafiziki. 
Pri Peircu je objekt, ki določa vrednost, znak, ki ga reprezentira. Znak ni del jezika kot sistema, temveč reprezentacija objekta.
Peirce je svoje klasifikacije znakov in opise njihovega delovanja vezal na kategorialno ogrodje, sestavljeno iz treh kategorij, imenovanih Prvost, Drugost, Tretjost, saj je zanj značilno uporabljanje triad.
Trije osnovni elementi semiotike:
1. Reprezentamen (znak) - katerakoli bitnost lahko nekaj nadomešča in reprezentira nekaj tretjega
2. Objekt – nekaj kar znak nadomešča
3. Interpretant – znak, ki interpretira razmerje med reprezentamenom in objektom. Njegovo vlogo lahko prevzame katera koli bitnost.

Predlagal je delitev znakov na tri vrste: 
- Dim pomeni ogenj, ker ga povzroča ogenj in zaradi tega incidira ogenj. Peirce je poimenoval indeks ognja.

- Fotografija ali slika ognja pomeni ogenj, ker ga posnema oziroma predstavlja. Peirce je sliko poimenoval ikona ognja.

- Beseda ogenj pomeni „ogenj“ (fire) iz preprostega razloga, ker je to konvencija, ki jo ljudje uporabljajo, ko govorijo angleški jezik. Govorci, ki uporabljajo jezik fon, poznajo drugačno konvencijo: njim pomeni ogenj beseda „zò“. Peirce je besedo poimenoval simbol ognja. Gre pravzaprav za odnos med znakom, uporabnikom in zunanjo stvarnostjo.

Kategorija Prvosti se nanaša na bit ali bivanje, ki naj bi bilo neodvisno od česar koli drugega. Bitnosti so lahko Prve samo dokler se ne utelesijo, postanejo posamezna stvar ali singularni dogodek. Kategorija Drugosti po Peirceu pravi, da vse bitnosti, ki so Druge, dejansko obstajajo in vodijo k nečemu, kar niso one same. Kategorija Tretjosti pa je kategorija posredovanosti in posredovanja, misli, splošnosti, pravil in zakona. Ob Prvem in Drugem je vedno prisotno Tretje.
Velika večina Peircove semiotike izhaja iz neakademskega dopisovanja z angleško plemkinjo, samoukinjo v filozofiji jezika damo Welby, ki je trajalo kar osem let. Ona je kasneje njuno dopisovanje predstavila britanski javnosti.

##### Sklepanje
Poznamo tri osnovne metode sklepanja: abdukcija (Peirce jo je povezal s kategorijo Prvosti), indukcija (povezal jo je z Drugostjo) in dedukcija (povezal jo je s Tretjostjo). 
Abdukcija ne pomeni logično nujnega sklepanja, temveč ugibanje o razmerjih, ki se vzpostavljajo vzdolž osi dogodkovnega časa oz. če sta podana pravilo in rezultat, naredimo abduktiven sklep o tem, za kakšen primer naj  bi šlo.
Pravilo: Vsi fižoli iz te vreče so beli
Primer: Ti fižoli so beli
Rezultat: Ti fižoli so iz te vreče
Če sta podana primer in rezultat naredimo induktiven sklep o pravilu
Pravilo: Ti fižoli (izbrani naključno) so iz te vreče
Primer: Ti fižoli so beli 
Rezultat: Vsi fižoli v tej vreči so beli
Če sta podana pravilo in primer, naredimo deduktiven sklep o rezultatu.
Pravilo: Vsi fižoli v tej vreči so beli
Primer: Ti fižoli so iz te vreče
Rezultat: Ti fižoli so beli

#### Dela
- Collected Papers of Charles Sanders Peirce
- Charles Sanders Peirce: Contributions to The Nation, 1975–87
- The New Elements of Mathematics by Charles S. Peirce, 1976
- Semiotic and Significs: The Correspondence between C. S. Peirce and Victoria Lady Welby, 1977
- Writings of Charles S. Peirce, A Chronological Edition, 1982–now
- Historical Perspectives on Peirce's Logic of Science: A History of Science, 1985
- Reasoning and the Logic of Things, 1992
- The Essential Peirce, 1992–98
- Pragmatism as a Principle and Method of Right Thinking, 1997
- Philosophy of Mathematics: Selected Writings, 2010

#### Prevedeno v slovenščino
Izbrani spisi o teoriji znaka in pomena ter pragmaticizmu, 1931–58, cobiss Arhivirano 2016-03-03 na Wayback Machine.

## Vplivi
Na področju logike, je Peirce vplival na logika in matematika Ernsta Schröderja. 
Z eksistenčnimi logičnimi diagrami ("existential graphs") je Peirce vplival na J. F. Sowa, ki je na podlagi Peircovih grafov izdelal konceptualne grafe, in na Sun-Joo Shinovo shematsko obrazložitev.
Na področju pragmatizma je vplival na Josiahja Roycea in Williama Jamesa. James in Peirce sta vplivala drug na drugega.
Med drugimi je vplival tudi na Karla-Ottoja Apela, Helmuta Papeja, Jürgena Habermasa, R.B. Braithewaitea, F.P. Ramseya.
Pod Peircevim tutorstvom je na Univerzi Johna Hopkinsa študiral tudi John Dewey, čigar dela od leta 1916 Peirca večkrat omenjajo z občudovanjem. 
Morris Raphael Cohen, študent Josiaha Royca, je bil prvi strokovnjak, ki je namenil Peircu svojo profesionalno pozornost.
Peircev oče je vplival tudi na njegov pogled na matematiko. Tako je Peirce zagovarjala mnenje, da matematika proučuje zgolj hipotetične predmete, zato ni le znanost količin temveč tudi znanost, ki prihaja do neizogibnih sklepov oz. zaključkov. Peirce je trdil, da matematika pripomore k logiki in ne obratno, ter da je logika sama del filozofije in znanost o oblikovanju sklepov.